# ایکر گوارتسنا
ایکر گوارتسنا (انگلیسی: Iker Guarrotxena؛ زادهٔ ۶ دسامبر ۱۹۹۲) بازیکن فوتبال اهل اسپانیا است.
از باشگاه‌هایی که در آن بازی کرده‌است می‌توان به باشگاه فوتبال پوگون شچچین، باشگاه ورزشی تنریف، باشگاه فوتبال اتلتیک بیلبائو بی، و باشگاه فوتبال میراندس اشاره کرد.